# Machadocepheus phyllophorus
Machadocepheus phyllophorus är en kvalsterart som beskrevs av Balogh 1970. Machadocepheus phyllophorus ingår i släktet Machadocepheus och familjen Carabodidae. Inga underarter finns listade i Catalogue of Life.